# Pürgg

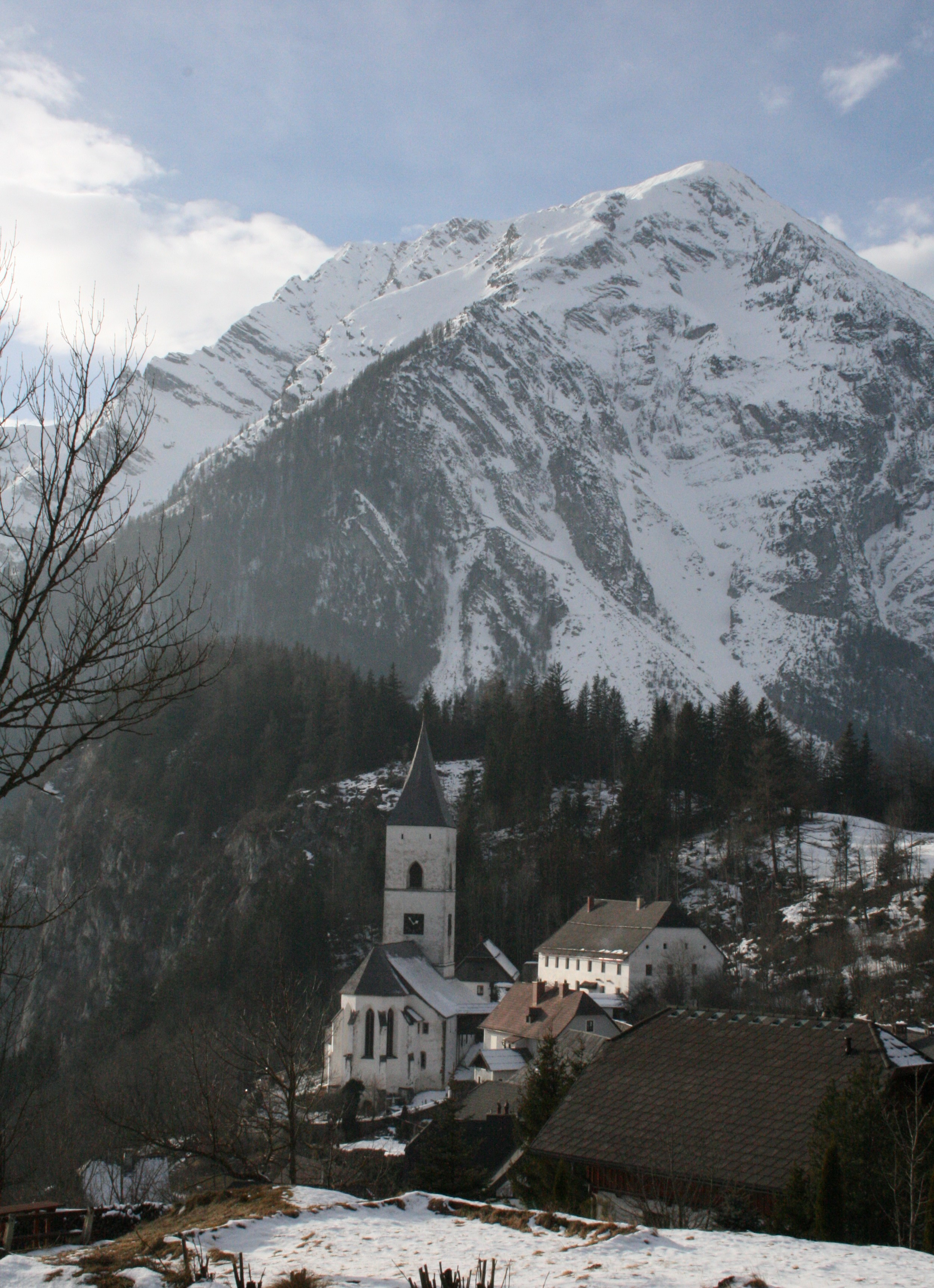
Pürgg med Grimming i bakgrunden

Pürgg är en ort i den österrikiska kommunen Stainach-Pürgg i förbundslandet Steiermark. Den ligger på en liten platå 150 m ovan dalgrunden där Grimmingdalen mynner i Ennsdalen. Orten har 146 invånare (1 januari 2024).
Orten uppstod kring en fästning som behärskade Ennsdalen och var centrum för ett krykokontrakt som nådde långt ut över Aussee. Den väl bevarade romanska kyrkan är från första hälften av 1100-talet. Fresko- och glasmålningarna är i gotisk stil från början på 1300-talet. På en kulle utanför byn står Johanneskapelle, ett romanskt kapell som främst är känt för sina freskomålningar från 1100-talet. 